# Richmond upon Thames
Richmond upon Thames

Vist i Greater London
| Status                | Bydel i London      |
| Areal:                | 57,41 km²           |
| Befolkning:           | 174.449 (2002)      |
| Befolkningstæthed:    | 3039 pr. km²        |
| ONS-kode:             | 00BD                |
| Adm. center:          | Twickenham          |
| Adm. grevskab:        | Greater London      |
| Ceremonielt grevskab: | Greater London      |
|                       |                     |
| Region:               | Greater London      |
| Hjemmeside:           | www.richmond.gov.uk |

Richmond upon Thames (officielt: The London Borough of Richmond upon Thames) ligger i Ydre London og er en bydel i den sydvestlige del af Greater London. Den er en af de få bydele, som dækker områder på begge sider af Themsen.
Distriktet blev oprettet i 1965, ved at kredsene Twickenham i Middlesex og Richmond upon Thames og Barnes i Surrey blev slået sammen.

## Turistattraktioner
- Hampton Court Palace
- Richmond Park
- Royal Botanic Gardens i Kew
- Bushy Park
- Twickenham Stadium

## Steder i distriktet
- Barnes
- Castelnau
- East Sheen
- Ham
- Hampton
- Hampton Hill
- Hampton Wick
- Kew
- Mortlake
- North Sheen
- Petersham
- Richmond upon Thames
- St. Margarets
- Strawberry Hill
- Teddington
- Twickenham
- Whitton

## Eksterne links
- London Borough of Richmond upon Thames.

51°26′52″N 0°19′27″V / 51.4478°N 0.3242°V